# Сарі-Каш
Сарі-Каш (перс. ساريقاش) — село в Ірані, у дегестані Ак-Кагріз, у бахші Новбаран, шагрестані Саве остану Марказі. За даними перепису 2006 року, його населення становило 37 осіб, що проживали у складі 11 сімей.

## Клімат
Середня річна температура становить 11,69°C, середня максимальна – 30,75°C, а середня мінімальна – -9,59°C. Середня річна кількість опадів – 244 мм.
| Клімат поселення                              | Клімат поселення | Клімат поселення | Клімат поселення | Клімат поселення | Клімат поселення | Клімат поселення | Клімат поселення | Клімат поселення | Клімат поселення | Клімат поселення | Клімат поселення | Клімат поселення | Клімат поселення |
| Показник                                      | Січ.             | Лют.             | Бер.             | Квіт.            | Трав.            | Черв.            | Лип.             | Серп.            | Вер.             | Жовт.            | Лист.            | Груд.            |                  |
| Середній максимум, °C                         | 6,70             | 7,80             | 12,40            | 18,73            | 23,53            | 29,26            | 30,75            | 29,94            | 25,68            | 19,77            | 13,14            | 7,24             |                  |
| Середня температура, °C                       | −1,44            | −0,35            | 4,24             | 10,59            | 15,38            | 21,11            | 24,78            | 23,98            | 19,72            | 13,82            | 7,19             | 1,28             |                  |
| Середній мінімум, °C                          | −9,59            | −8,5             | −3,9             | 2,43             | 7,24             | 12,96            | 18,83            | 18,03            | 13,76            | 7,86             | 1,25             | −4,66            |                  |
| Норма опадів, мм                              | 32               | 33               | 46               | 36               | 30               | 4                | 2                | 1                | 0                | 10               | 20               | 30               |                  |
| Середньомісячна швидкість вітру, м/с          | 1.61             | 2.01             | 2.88             | 3.17             | 2.60             | 2.43             | 2.44             | 2.33             | 2.21             | 2.11             | 1.84             | 1.30             |                  |
| Середньомісячна сонячна радіація, кДж/м²·день | 8872             | 11768            | 14447            | 17944            | 22030            | 26441            | 25977            | 23689            | 20228            | 14812            | 10708            | 8693             |                  |
| --------------------------------------------- | ---------------- | ---------------- | ---------------- | ---------------- | ---------------- | ---------------- | ---------------- | ---------------- | ---------------- | ---------------- | ---------------- | ---------------- | ---------------- |
| Джерело:                                      |                  |                  |                  |                  |                  |                  |                  |                  |                  |                  |                  |                  |                  |